# 魯普雷希特塞克山
47°14′22″N 14°00′04″E / 47.239534°N 14.001161°E
魯普雷希特塞克山（德語：Rupprechtseck），是奧地利的山峰，位於該國東南部，由施泰爾馬克州負責管轄，屬於施拉德明陶恩山脈的一部分，距離大克納爾斯泰因山9.1公里，海拔高度2,591米，每年平均降雨量1,759毫米。